# Saint-Paul (Wogezy)
Saint-Paul – miejscowość i gmina we Francji, w regionie Grand Est, w departamencie Wogezy.
Według danych na rok 1990 gminę zamieszkiwały 123 osoby, a gęstość zaludnienia wynosiła 25 osób/km² (wśród 2335 gmin Lotaryngii Saint-Paul plasuje się na 922. miejscu pod względem liczby ludności, natomiast pod względem powierzchni na miejscu 1017.).